# Hoa hậu Quốc tế 1968
Hoa hậu Quốc tế 1968 là cuộc thi Hoa hậu Quốc tế lần thứ 8, diễn ra vào ngày 9 tháng 10 năm 1968 tại Nippon Budokan, thủ đô Tokyo của Nhật Bản. Đây là lần đầu tiên cuộc thi được tổ chức ở ngoài lãnh thổ Hoa Kỳ. 49 thí sinh tham gia cuộc thi năm nay. Trong đêm chung kết, Hoa hậu Quốc tế 1967 Mirta Massa đã trao vương miện cho người kế nhiệm, cô Maria da Gloria Carvalho đến từ Brazil. Đây là danh hiệu sắc đẹp thứ hai trong năm 1968 của đất nước Brazil. Trước đó, Martha Vasconcellos cũng đã đăng quang Hoa hậu Hoàn vũ 1968.

## Kết quả

### Thứ hạng
| Kết quả              | Thí sinh |
| -------------------- | --- |
| Hoa hậu Quốc tế 1968 | - Brazil – Maria da Gloria Carvalho |
| Á hậu 1              | - Thụy Điển – Annika Hemminge |
| Á hậu 2              | - Hoa Kỳ – Karen Ann MacQuarrie |
| Á hậu 3              | - Đan Mạch – Doritt Frantzen |
| Á hậu 4              | - Thái Lan – Rungtip Pinyo |
| Top 15               | - Colombia – Rosario Barraza Villa - Pháp – Nancy Gallerne - Ấn Độ – Sumita Sem - Israel – Daniela Hod - Nhật Bản – Yoko Sunami - Hàn Quốc – Kim Hee-ja - Nicaragua – Nadia Leets Lacayo - Philippines – Nenita Tuazon Ramos - Scotland – Marie Smith - Thụy Sĩ – Irene Stierli |

### Các giải thưởng phụ
| Giải thưởng                      | Thí sinh                              |
| -------------------------------- | ------------------------------------- |
| Hoa hậu Thân thiện               | - Bolivia – Ana María Urenda Amelunge |
| Hoa hậu Ảnh                      | - Thái Lan – Rungtip Pinyo            |
| Trang phục truyền thống đẹp nhất | - Colombia – Rosario Barraza Villa    |

## Thí sinh
49 thí sinh năm nay:
- Argentina - Ana Inés Puiggros
- Úc - Monique Denise Hughes
- Áo - Huberta Kessler
- Bỉ - Janine Patteeuw
- Bolivia - Ana Maria Urenda Amelunga
- Brazil - Maria da Gloria Carvalho
- Canada - Patricia Lane
- Ceylon - Manel Eriyagama
- Trung Quốc - Christina Hui Ling-Ling
- Colombia - Rosario Barraza Villa
- Cộng hòa Dân chủ Congo - Marie-Josée Basoko
- Costa Rica - Ana Maria Rivera
- Đan Mạch - Dorrit Frantzen
- Ecuador - Enriqueta Valdez Fuentes
- Anh - Gloria Best
- Phần Lan - Satu Sinikka Kostiainen
- Pháp - Nelly Gallerne
- Đức - Margot Schmalzriedt
- Hy Lạp - Fani Sakantani
- Hà Lan - Cecille van der Lelie
- Hồng Kông - Sumita Sem
- Indonesia - Sylvia Taliwongso
- Ireland - Frances Clarke
- Israel - Daniela Hod
- Ý - Vanna Torri
- Nhật Bản - Yoko Sunami
- Hàn Quốc - Kim Hee-ja
- Luxembourg - Mady Reiter
- Malaysia - Maznah Binte Mohammed Ali
- New Zealand - Aroha T. H. Manawatu
- Nicaragua - Nadia Leets Lacayo
- Na Uy - Hedda Lie
- Philippines - Nenita Tuazon Ramos
- Puerto Rico - Elsa Maria Schroeder Méndez
- Scotland - Marie Smith
- Singapore - Madeleine Teo Kim Neo
- Nam Phi - Mary Winifred McDonald
- Tây Ban Nha - Yolanda Legarreta Urquijo
- Thụy Điển - Annika Hemminge
- Thụy Sĩ - Irene Stierli
- Tahiti - Haniarii Viola Teriitahi
- Thái Lan - Rungtip Pinyo
- Thổ Nhĩ Kỳ - Gul Ustun
- Uruguay - Soledad Gandos
- Hoa Kỳ - Karen Ann MacQuarrie
- Venezuela - Jovan Navas
- Wales - Kay House
- Nam Tư - Tatjana Albahari

## Chú ý

### Lần đầu tham gia
- Trung Quốc
- Cộng hoà Dân chủ Congo
- Thái Lan

### Trở lại
| - Lần cuối tham gia vào năm 1960: - Indonesia - Lần cuối tham gia vào năm 1962: - Ấn Độ | - Lần cuối tham gia vào năm 1965: - Costa Rica - Na Uy - Thổ Nhĩ Kỳ |

### Bỏ cuộc
| - Cộng hòa Dominica - Georgia - Guam | - Iceland - Mexico - Perú |